# Mucormycose
Mucormycose, ook wel zwarte schimmel genoemd, is de benaming voor schimmelinfecties die worden veroorzaakt door schimmels uit de orde Mucorales.:328 Over het algemeen zijn soorten in de geslachten Mucor, Rhizopus, Absidia en Cunninghamella het vaakst betrokken.
Veelvoorkomende bronnen van infectie zijn aarde, vochtige muren van oude gebouwen enz.
De ziekte wordt vaak gekenmerkt door schimmeldraden die in en rond bloedvaten groeien en kan mogelijk levensbedreigend zijn bij diabetes of ernstig immuungecompromitteerde personen.
"Mucormycose" en "zygomycose" worden soms door elkaar gebruikt. De orde Zygomycota is echter polyfyletisch gebleken en is niet opgenomen in moderne classificatiesystemen voor schimmels. Hoewel zygomycose Entomophthorales omvat, sluit mucormycose deze groep uit.

## Soorten mucormycose
- Rinocerebrale mucormycose is een infectie in de sinussen die zich naar de hersenen kan verspreiden. Deze vorm van mucormycose komt het meest voor bij mensen met niet ingestelde diabetes en bij mensen die een niertransplantatie hebben ondergaan.
- Pulmonale mucormycose (longen) is de meest voorkomende vorm van mucormycose bij mensen met kanker en bij mensen die een orgaantransplantatie of een stamceltransplantatie hebben ondergaan.
- Gastro-intestinale mucormycose komt vaker voor bij jonge kinderen dan bij volwassenen, vooral bij prematuren en zuigelingen met een laag geboortegewicht jonger dan 1 maand, die antibiotica, operaties of medicijnen hebben ondergaan die het vermogen van het lichaam om ziektekiemen en ziektes te bestrijden, hebben verminderd.
- Cutane mucormycose: treedt op nadat de schimmels het lichaam zijn binnengekomen door de huid (bijvoorbeeld na een operatie, een brandwond of ander huidtrauma). Dit is de meest voorkomende vorm van mucormycose bij mensen die geen verzwakt immuunsysteem hebben.
- Verspreide mucormycose treedt op wanneer de infectie zich door de bloedbaan verspreidt om een ander deel van het lichaam te beïnvloeden. De infectie treft meestal de hersenen, maar kan ook andere organen aantasten, zoals de milt, het hart en de huid.[7]

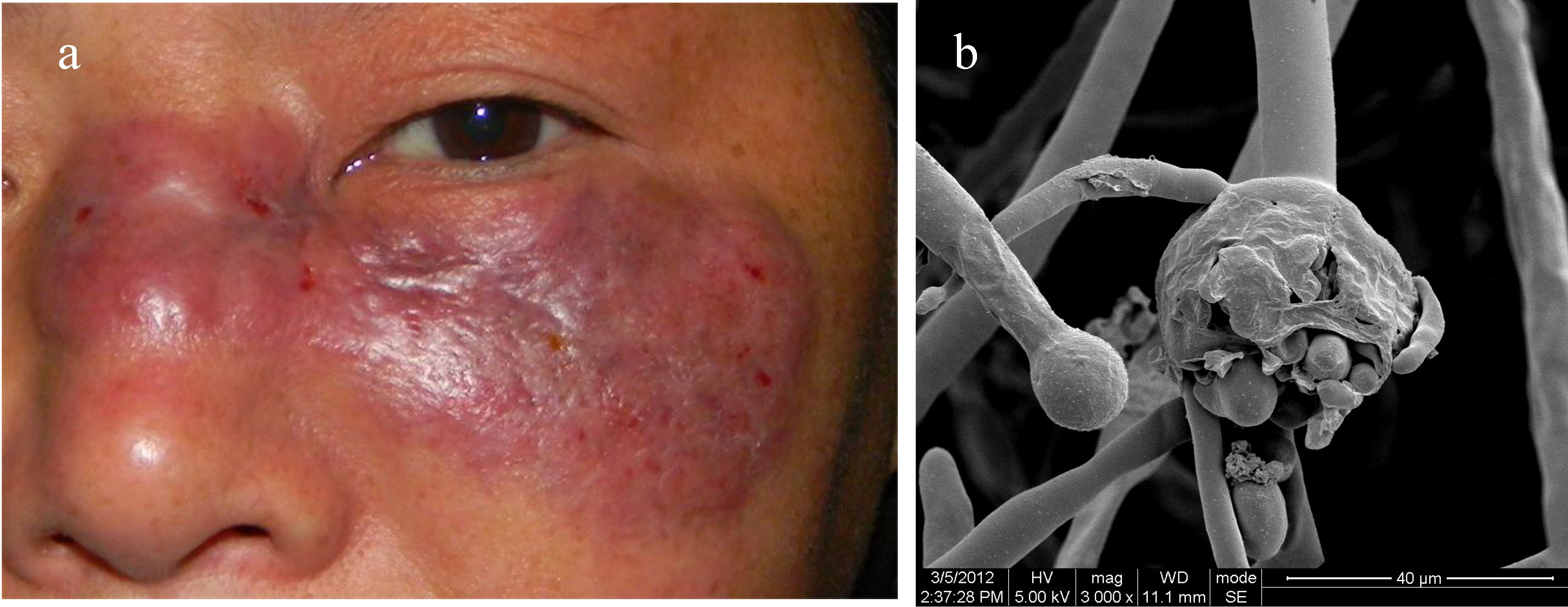
Een 47-jarige man met mucormycose en een elektronenmicrofoto van zijn huid waarop sporangia van Mucorales-schimmels te zien zijn.

Mucormycose infecteert vaak de sinussen, hersenen of longen. Hoewel infectie van de mondholte of hersenen de meest voorkomende vormen van mucormycose zijn, kan de schimmel ook andere delen van het lichaam infecteren, zoals het maag-darmkanaal, de huid en andere orgaansystemen. In zeldzame gevallen kan de bovenkaak worden aangetast door mucormycose. De rijke toevoer van bloed in de kaak voorkomt gewoonlijk schimmelinfecties, hoewel meer virulente schimmels, zoals die verantwoordelijk zijn voor mucormycose, deze moeilijkheid kunnen overwinnen.
Er zijn verschillende belangrijke signalen die wijzen op mucormycose. Een voorbeeld van zo'n teken is het binnendringen van schimmels in de bloedvaten, wat resulteert in de vorming van bloedstolsels en afsterven van het omliggende weefsel als gevolg van een verminderde bloedtoevoer. Als de ziekte de hersenen betreft, kunnen de symptomen bestaan uit eenzijdige hoofdpijn achter de ogen, aangezichtspijn, koorts, verstopte neus die zich ontwikkelt tot zwarte afscheiding en acute sinusitis samen met oogzwelling. De aangetaste huid kan er tijdens de vroegste stadia van infectie relatief normaal uitzien. Deze huid wordt snel rood en kan gezwollen zijn voordat hij uiteindelijk zwart wordt als gevolg van weefselsterfte. Andere vormen van mucormycose kunnen betrekking hebben op de longen, de huid of wijdverspreid zijn door het hele lichaam; symptomen kunnen ook zijn: ademhalingsmoeilijkheden en aanhoudende hoest. In geval van weefselsterfte kan er sprake zijn van misselijkheid en braken, bloed ophoesten en buikpijn.
De symptomen van mucormycose zijn ook afhankelijk van waar in het lichaam de schimmel groeit.
Symptomen van rinocerebrale mucormycose zijn onder meer:
- eenzijdige zwelling van het gezicht;
- hoofdpijn;
- verstopte neus of bijholten;
- zwarte laesies op de neusbrug of de binnenkant van de mond die snel ernstiger worden;
- koorts.

Symptomen van pulmonale mucormycose zijn onder meer:
- koorts;
- hoesten;
- pijn op de borst;
- kortademigheid;

Symptomen van cutane mucormycose zijn onder meer:
- blaren of zweren,
- het geïnfecteerde gebied kan zwart worden.
- pijn, warmte, overmatige roodheid of zwelling rond een wond.

Symptomen van gastro-intestinale mucormycose zijn onder meer:
- buikpijn;
- misselijkheid en overgeven;
- maagbloeding.

Verspreide mucormycose komt meestal voor bij mensen die al ziek zijn door andere medische aandoeningen, dus het kan moeilijk zijn om te weten welke symptomen verband houden met mucormycose. Patiënten met een verspreide infectie in de hersenen kunnen veranderingen in de mentale toestand of coma ontwikkelen.

## Risicofactoren
Risicofactoren voor mucormycosis zijn onder meer: AIDS, ongecontroleerde diabetes mellitus, kankers zoals lymfomen, nierinsufficiëntie, orgaantransplantatie, langdurige corticosteroïde en immuunsuppressieve therapie, cirrose, ondervoeding, en behandeling met deferoxamine.  Desondanks zijn er gevallen van mucormycose gemeld zonder dat er duidelijke risicofactoren aanwezig waren.
Corticosteroïden worden vaak gebruikt bij de behandeling van COVID-19 en verminderen de schade die wordt veroorzaakt door het eigen immuunsysteem van het lichaam tijdens een coronavirusinfectie. Ze zijn immunosuppressief en verhogen de bloedsuikerspiegel bij zowel diabetici als niet-diabetici. Aangenomen wordt dat beide effecten kunnen bijdragen aan gevallen van mucormycose.

## Diagnose
Omdat tests met wattenstaafjes of afscheiding over het algemeen onbetrouwbaar zijn, wordt de diagnose mucormycose meestal gesteld met een biopsie van het betrokken weefsel. 

## Behandeling
Als mucormycose wordt vermoed, moet amfotericine B-therapie onmiddellijk worden toegediend vanwege de snelle verspreiding en het hoge sterftecijfer van de ziekte. Amfotericine B wordt gewoonlijk gedurende 4 tot 6 weken na het begin van de therapie toegediend om uitroeiing van de infectie te verzekeren. Isavuconazol is onlangs door de FDA goedgekeurd om invasieve aspergillose en invasieve mucormycose te behandelen.
Na toediening van amfotericine B of posaconazol is chirurgische verwijdering van de "schimmelbal" geïndiceerd. De ziekte moet zorgvuldig worden gecontroleerd op tekenen van heropkomst.
Benodigde chirurgie kan zeer ingrijpend zijn, en in sommige gevallen waarbij de neusholte en de hersenen betrokken zijn, kan het ook verwijderen van geïnfecteerd hersenweefsel nodig zijn. In sommige gevallen kan een operatie ontsierend zijn vanwege het verwijderen van verhemelte, neusholte of oogstructuren. Het kan nodig zijn om meer dan één operatie uit te voeren. Het gebruik van hyperbare zuurstof zou als adjuvante therapie voordeel kunnen bieden omdat bij hogere zuurstofdruk het vermogen van neutrofielen om schimmel te doden toeneemt.

## Prognose
In de meeste gevallen is de prognose van mucormycose slecht en heeft de ziekte afhankelijk van de vorm en ernst verschillende sterftecijfers. In de rinocerebrale vorm ligt het sterftecijfer tussen 30% en 70%, terwijl uitgezaaide mucormycose het hoogste sterftecijfer vertoont bij een verder gezonde patiënt, met een sterftecijfer tot 90%. Patiënten met aids hebben een sterftecijfer van bijna 100%. Mogelijke complicaties van mucormycose zijn onder meer het gedeeltelijk verlies van neurologische functies, blindheid en stolsels in hersen- of longvaten.

## Epidemiologie
Mucormycose is een zeer zeldzame infectie en als zodanig is het moeilijk om de geschiedenis van patiënten en de incidentie van de infectie vast te stellen. Een Amerikaans oncologiecentrum onthulde echter dat mucormycose werd aangetroffen bij 0,7% van de autopsies en bij ongeveer 20 patiënten per 100.000 opnames in dat centrum. In de Verenigde Staten werd mucormycose het meest aangetroffen in de vorm van de rinocerebale vorm, bijna altijd met hyperglykemie en metabole acidose (bijv. DKA). In de meeste gevallen is de patiënt immuungecompromitteerd, hoewel in zeldzame gevallen dat niet zo was; deze zijn meestal te wijten aan schimmelsporen die na trauma de huid binnengekomen waren. Internationaal werd mucormycose gevonden bij 1% van de patiënten met acute leukemie in een Italiaanse review.

### Uitbraken
Niet elk ziekenhuis in de VS is verplicht details bekend te maken van besmettelijke uitbraken die binnen hun faciliteiten plaatsvinden. In 2014 kwamen details van een dodelijke uitbraak van mucormycose die plaatsvond in 2008 naar voren nadat televisie- en krantenberichten reageerden op een artikel in een tijdschrift voor kindergeneeskunde. Verontreinigd ziekenhuislinnen verspreidde de infectie. Een studie uit 2018 wees uit dat veel vers gewassen ziekenhuislinnen dat aan Amerikaanse transplantatieziekenhuizen werd geleverd, besmet was met Mucorales.
Een cluster van infecties deed zich voor in de nasleep van de Joplin-tornado in 2011. Op 19 juli 2011 waren er in totaal 18 vermoedelijke gevallen van cutane mucormycose vastgesteld, waarvan er 13 werden bevestigd. Een bevestigd geval werd gedefinieerd als 1) necrotiserende infectie van weke delen waarvoor antischimmelbehandeling of chirurgisch debridement nodig was bij een persoon die gewond was geraakt in de tornado, 2) met het begin van de ziekte op of na 22 mei en 3) positieve schimmelcultuur of histopathologie en genetische sequentiebepaling in overeenstemming met een mucormycete. Na 17 juni werden geen aanvullende gevallen gemeld die verband hielden met die uitbraak. Tien patiënten moesten worden opgenomen op een intensive care-afdeling en vijf stierven.
Cutane mucormycose is gemeld na eerdere natuurrampen. Dit is echter de eerste bekende cluster die na een tornado optrad. Geen van de infecties werd gevonden bij personen die puin opruimden. In plaats daarvan wordt aangenomen dat overdracht plaatsvond door verwondingen veroorzaakt door besmette scherpe voorwerpen (bijv. splinters van een houtstapel).

### Corona
Tijdens de coronapandemie werd in India een groot aantal gevallen gemeld die verband hielden met immunosuppressieve behandeling voor COVID-19, de zogenaamde covid-geassocieerde mucormycose (CAM). In Ahmedabad werden medio december 2020 44 gevallen gemeld, waaronder negen sterfgevallen. Er werden ook gevallen gemeld in Mumbai en Delhi. In mei 2021 waren er bijna 5000 mensen in het hele land getroffen, waarvan er tot dan toe 126 stierven.